# بانک الراجحی
بانک الراجحی (به عربی: مصرف الراجحي) شرکت خدمات مالی و بانکداری عربستانی است، که تمرکز اصلی آن بر ارائه خدمات بانکداری اسلامی معطوف می‌باشد و هم‌اکنون با دارایی ۷۴ میلیارد دلار، بزرگترین بانک عربستان سعودی به‌شمار می‌آید.
بانک الراجحی در سال ۱۹۵۷ تأسیس شد و در حال حاضر مالک شبکه‌ای از ۴۷۰ شعبه در کشورهای عربستان سعودی، مالزی، کویت و اردن می‌باشد.
شعبه مرکزی این بانک در شهر ریاض قرار دارد و بخشی از سهام آن در بازار بورس تداول معامله می‌شود.